# الدرباسية
مدينة الدرباسية مدينة سورية ومركز ناحية الدرباسية في منطقة رأس العين التابعة لمحافظة الحسكة. تبعد عن مدينة الحسكة ما يقارب 85 كم إلى الشمال، وتقع غرب مدينة عامودا التاريخية وهي من المدن الحديثة. بدئ البناء فيها عام 1931 م عندما بعد حفر بئر وظهور الماء العذب فيه.
تلاصق المدينة الحدود التركية من جهة الشمال فأصبحت الشطر الثاني لتوأمها في تركيا مدينة شنيورت (درباسية قبل التتريك). تبعد الدرباسية عن مركز محافظة الحسكة ما يقارب 80 كم شمالا. خططت المدينة وبنيت في عهد الاحتلال الفرنسي بشكل هندسي على شكل مربعات الشطرنج بحيث يمكن للناظر أن يرى جميع الاتجاهات من أية زاوية كانت، وبعض المعالم الفرنسية موجودة فيها حتى الآن كمستودعات مكتب الحبوب الحالية التي بنيت عام 1943 م وغيرها من المعالم التي شيدت في ذلك الزمان.

## تاريخ إنشاء المدينة
كان ذلك في شهر نيسان من عام 1931 م عندما أراد الاحتلال الفرنسي نقل مركز المدينة من قرية قرماني التي تبعد عن الدرباسية شرقا 5 كم إلى مركزها الجديد. قامت الحكومة الفرنسية ببناء ما يقارب 75 حانوتا من الطين، وبعد إتمام البناء تم الاتفاق على يوم الانتقال إلى المدينة المشيدة في الثامن عشر من تشرين الأول من نفس العام ووزعت الحوانيت على أصحابها بالقرعة، وكل حانوت بسعر إحدى عشرة ليرة ذهب ونصف. أما بيوت السكن فكانت مساحة كل بيت (400 متر مربع) وسعره بقيمة الطابع الذي يلصق على وثيقة الطابو وهي ليرة واحدة، أما من ناحية الغرب فتم تخطيط الأرض لزراعة الكرم كل هكتار على حدة وكان سعر الهكتار خمسة وعشرون ليرة قيمة الطابع الذي يلصق على الطابو الممنوح للمشتري. أنشئت أول مدرسة في الدرباسية عام 1932 م، بإدارة القس يوسف رزقو وعينت عطية جرجس قاووغ المعلمة الوحيدة والمسؤولة عن المدرسة. وفي عام 1935م بنى الأب يوسف رزقو وبمساعدة بعض التجار كنيسة مار جرجس للكاثوليك، وفي نفس العام شيد الجامع الكبير أيضا، أما مئذنته فقد بنيت في الخمسينات من القرن الماضي، وكان إمام الجامع آنذاك الشيخ عبد الجليل السعدي. عينت الحكومة الفرنسية نجيب غنيمة مديرا للناحية والسيد سليم عبد النور رئيسا للبلدية وعباس چاويش خفرا للدركية وتم تعيين اسكندر كسبو للبريد وكان أول من سكنها من المسيحيين وبعضهم كان قد هرب من بطش النظام التركي عام 1915 م على إثر مذابح الأرمن والذين جاؤوا ساكنين قرى قرماني وتليلون والقرى الأخرى.
فأراد الحكم الفرنسي أن يجمعهم وبدون أخذ رأيهم على أساس حمايتهم في البلدة الجديدة، ثم قدم مهاجرون أكراد من منطقة أومريا في ولاية ماردين ومن مناطق أخرى. وكان معظم من يسكن البلدة في البداية إما للسعي من أجل لقمة العيش أو هربا من الخلافات العشائرية أو هاربين من السفر برلك. دبت الحياة في المدينة الجميلة فأصبحت مركزا للتسوق لأهالي القرى المجاورة وكان أغلبية القاطنين فيها يعملون في الزراعة وعدد أقل في التجارة والصناعة ومنهم الأيدي العاملة واتسعت دائرة الدرباسية سنة بعد أخرى.[بحاجة لمصدر]
الدرباسية غنية بالمياه الجوفية ويقدر عدد الآبار الارتوازية فيها بأكثر من 2000 بئر ارتوازي.[بحاجة لمصدر] وفرة المياه هذه أدت إلى ازدهار الزراعة حولها. مشكلة العصب الاقتصادي للمنطقة. تتبع لمدينة الدرباسية أكثر من 200 قرية ضمت 31 قرية منها إلى ناحية أبو رأسين.[بحاجة لمصدر]

## التسمية
يقال أن السبب الحقيقي لتسميتها هو البناء الجملوني الشكل لمخازن الحبوب الفرنسية البناء والذي يسمى باللغة السريانية (دربيس) والذي أقيم بجانب القشلة (المخفر الفرنسي) وهو البناء الأول الذي تم تأسيسه ولا زال قائما ومستخدما وتأسست المدينة بالقرب منه ومع العلم أن أول من سكن المنطقة هم السريان المسيحيون والمحلمية المهاجرون من المناطق التركية مثل ماردين ومديات.
وهناك رأي آخر يقول بأن اسم الدرباسية يتكون من مقطعين درب (طريق) واسيا (راهب وطبيب مسيحي) ويوجد كنيسة باسمه (دير مار اسيا الحكيم).
تقع مقابل محطة القطار التي أقيمت في العهد العثماني حوالي عام 1908 م لقطار الشرق السريع عند قرية تركية تسمى أيضا «الدرباسية».

## السكان
قديماً قسمت المنطقة إلى قسمين:
- «الحي الغربي»: ويضم المسيحيين ومعظمهم من المهاجرين من مدينة ماردين وقراها بعد الانتداب الفرنسي عام 1920 م مع الأرمن وكان المسيحيون مسيطرين على تجارة السوق ومعظم الصناعات والمهن اليدوية، من حدادة وتجارة وصباغة القش والأقمشة وصياغة الذهب والفضة. وراهنًا بقيت مجموعة من الأرمن في المنطقة وذلك بسبب هجرة معظم المسيحيين إلى المدن الأخرى كحلب والحسكة.
- «الحي الشرقي»: ويضم الأكراد والعرب الذين قدموا أيضا من منطقة ماردين ومن القرى المجاورة ويعمل معظمهم عمال بناء والرعي والقليل منهم بالتجارة.